# Natação no Campeonato Mundial de Esportes Aquáticos de 2022 - 200 m borboleta masculino
A prova dos 200 metros borboleta masculino da natação no Campeonato Mundial de Esportes Aquáticos de 2022 ocorreu nos dias 20 e 21 de junho, em Budapeste, na Hungria.

## Recordes
Antes desta competição, os recordes mundiais e do campeonato nesta prova eram os seguintes:
| Tipo                  | Atleta        | Tempo     | Local   | Data                |
| --------------------- | ------------- | --------- | ------- | ------------------- |
|                       | Kristóf Milák | 1m 50s 73 | Gwangju | 24 de julho de 2019 |
| Recorde do campeonato | Kristóf Milák | 1m 50s 73 | Gwangju | 24 de julho de 2019 |

Os seguintes novos recordes foram estabelecidos durante esta competição. 
| Data        | Prova | Nadador       | Nacionalidade | Tempo     | Recordes        |
| ----------- | ----- | ------------- | ------------- | --------- | --------------- |
| 21 de junho | Final | Kristóf Milák | Hungria       | 1m 50s 34 | Recorde mundial |

## Medalhistas
| Ouro                | Prata               | Bronze             |
| Kristóf Milák (HUN) | Léon Marchand (FRA) | Tomoru Honda (JPN) |

## Cronograma
Todos os horários são locais (UTC+2). 
| Data        | Hora  | Evento        |
| ----------- | ----- | ------------- |
| 20 de junho | 09:37 | Eliminatórias |
| 20 de junho | 19:35 | Semifinal     |
| 21 de junho | 18:54 | Final         |

## Resultados

### Eliminatórias
Esses foram os resultados das eliminatórias. A prova foi realizada no dia 20 de junho com início às 09:37.
| Pos. | Bateria | Raia | Nadador               | Nacionalidade          | Tempo   | Notas |
| ---- | ------- | ---- | --------------------- | ---------------------- | ------- | ----- |
| 1    | 5       | 4    | Kristóf Milák         | Hungria                | 1:54.10 | Q     |
| 2    | 4       | 6    | Noè Ponti             | Suíça                  | 1:54.75 | Q,    |
| 3    | 4       | 4    | Tomoru Honda          | Japão                  | 1:54.94 | Q     |
| 4    | 5       | 5    | Trenton Julian        | Estados Unidos         | 1:55.04 | Q     |
| 5    | 3       | 7    | Alberto Razzetti      | Itália                 | 1:55.71 | Q     |
| 6    | 4       | 2    | Krzysztof Chmielewski | Polónia                | 1:55.73 | Q     |
| 7    | 3       | 4    | Luca Urlando          | Estados Unidos         | 1:55.94 | Q     |
| 8    | 4       | 5    | Tamás Kenderesi       | Hungria                | 1:56.09 | Q     |
| 9    | 5       | 0    | Kregor Zirk           | Estónia                | 1:56.13 | Q,    |
| 10   | 3       | 3    | Leonardo de Deus      | Brasil                 | 1:56.35 | Q     |
| 11   | 3       | 2    | Giacomo Carini        | Itália                 | 1:56.38 | Q     |
| 11   | 5       | 7    | Léon Marchand         | França                 | 1:56.38 | Q     |
| 13   | 4       | 0    | Niu Guangsheng        | China                  | 1:56.48 | Q     |
| 14   | 3       | 6    | James Guy             | Reino Unido            | 1:56.63 | Q     |
| 15   | 5       | 2    | Takumi Terada         | Japão                  | 1:56.70 | Q     |
| 16   | 3       | 5    | Wang Kuan-hung        | Taipé Chinesa          | 1:56.87 | Q     |
| 17   | 3       | 0    | Héctor Ruvalcaba      | México                 | 1:56.96 |       |
| 18   | 5       | 3    | Antani Ivanov         | Bulgária               | 1:57.00 |       |
| 19   | 3       | 8    | Kim Min-seop          | Coreia do Sul          | 1:57.43 |       |
| 20   | 4       | 7    | Louis Croenen         | Bélgica                | 1:57.63 |       |
| 21   | 4       | 3    | Chen Juner            | China                  | 1:58.31 |       |
| 22   | 5       | 8    | Denys Kesil           | Ucrânia                | 1:58.36 |       |
| 23   | 2       | 7    | Jorge Otaiza          | Venezuela              | 1:58.54 |       |
| 24   | 5       | 1    | Bowen Gough           | Austrália              | 1:58.66 |       |
| 25   | 4       | 8    | Sajan Prakash         | Índia                  | 1:58.67 |       |
| 26   | 5       | 9    | Velimir Stjepanović   | Sérvia                 | 1:59.44 |       |
| 27   | 4       | 1    | Moon Seung-woo        | Coreia do Sul          | 1:59.81 |       |
| 28   | 4       | 9    | Ong Jung Yi           | Singapura              | 2:00.18 |       |
| 29   | 2       | 2    | Patrick Hussey        | Canadá                 | 2:00.24 |       |
| 30   | 2       | 6    | Erick Gordillo        | Guatemala              | 2:00.48 |       |
| 31   | 2       | 1    | Richard Nagy          | Eslováquia             | 2:00.83 |       |
| 32   | 2       | 3    | Nguyễn Duy Khoa Hồ    | Vietname               | 2:01.05 |       |
| 33   | 3       | 1    | Matheus Gonche        | Brasil                 | 2:01.65 |       |
| 34   | 2       | 8    | Felipe Baffico        | Chile                  | 2:01.99 |       |
| 35   | 3       | 9    | Navaphat Wongcharoen  | Tailândia              | 2:02.10 |       |
| 36   | 2       | 4    | Ramil Valizade        | Azerbaijão             | 2:02.41 |       |
| 37   | 2       | 5    | Keanan Dols           | Jamaica                | 2:04.04 |       |
| 38   | 2       | 0    | Simon Bachmann        | Seicheles              | 2:06.70 |       |
| 39   | 1       | 4    | Salem Sabt            | Emirados Árabes Unidos | 2:08.21 |       |
| 40   | 2       | 9    | Gerald Hernández      | Nicarágua              | 2:09.26 |       |
| 41   | 1       | 5    | Mubal Azzam Ibrahim   | Maldivas               | 2:36.74 |       |
| 42   | 1       | 3    | Heni Mesfar           | Tunísia                | DSQ     | DSQ   |
| 42   | 5       | 6    | Chad le Clos          | África do Sul          | DNS     | DNS   |

### Semifinal
Esses foram os resultados das semifinais. A prova foi realizada no dia 20 de junho com início às 19:35.
| Pos. | Bateria | Raia | Nadador               | Nacionalidade  | Tempo   | Notas            |
| ---- | ------- | ---- | --------------------- | -------------- | ------- | ---------------- |
| 1    | 2       | 4    | Kristóf Milák         | Hungria        | 1:52.39 | Q                |
| 2    | 2       | 5    | Tomoru Honda          | Japão          | 1:54.01 | Q                |
| 3    | 1       | 4    | Noè Ponti             | Suíça          | 1:54.20 | Q,               |
| 4    | 1       | 7    | Léon Marchand         | França         | 1:54.32 | Q,               |
| 5    | 2       | 6    | Luca Urlando          | Estados Unidos | 1:54.50 | Q                |
| 6    | 1       | 6    | Tamás Kenderesi       | Hungria        | 1:54.79 | Q                |
| 7    | 2       | 3    | Alberto Razzetti      | Itália         | 1:54.87 | Q                |
| 8    | 1       | 1    | James Guy             | Reino Unido    | 1:54.91 | Q                |
| 9    | 1       | 3    | Krzysztof Chmielewski | Polónia        | 1:55.01 |                  |
| 10   | 2       | 1    | Niu Guangsheng        | China          | 1:55.27 |                  |
| 11   | 2       | 2    | Kregor Zirk           | Estónia        | 1:55.62 | Recorde nacional |
| 12   | 2       | 7    | Giacomo Carini        | Itália         | 1:55.74 |                  |
| 13   | 2       | 8    | Takumi Terada         | Japão          | 1:56.07 |                  |
| 14   | 1       | 2    | Leonardo de Deus      | Brasil         | 1:56.18 |                  |
| 15   | 1       | 8    | Wang Kuan-hung        | Taipé Chinesa  | 1:56.23 |                  |
| 16   | 1       | 5    | Trenton Julian        | Estados Unidos | 1:56.45 |                  |

### Final
A final foi realizada em 21 de junho às 18:55.
| Pos.              | Raia | Nadador          | Nacionalidade  | Tempo   | Notas            |
| ----------------- | ---- | ---------------- | -------------- | ------- | ---------------- |
| Medalha de ouro   | 4    | Kristóf Milák    | Hungria        | 1:50.34 | Recorde mundial  |
| Medalha de prata  | 6    | Léon Marchand    | França         | 1:53.37 | Recorde nacional |
| Medalha de bronze | 5    | Tomoru Honda     | Japão          | 1:53.61 |                  |
| 4                 | 3    | Noè Ponti        | Suíça          | 1:54.29 |                  |
| 5                 | 2    | Luca Urlando     | Estados Unidos | 1:54.92 |                  |
| 6                 | 7    | Tamás Kenderesi  | Hungria        | 1:55.20 |                  |
| 7                 | 1    | Alberto Razzetti | Itália         | 1:55.52 |                  |
| 8                 | 8    | James Guy        | Reino Unido    | 1:55.54 |                  |

Legenda
| Recorde mundial       | Recorde mundial (World record)               |                       | Recorde africano                      | Recorde africano (African) |                                           | Q | Classificado por posição (Qualified) |
| Recorde do campeonato | Recorde do campeonato (Championship record)  | Recorde da América    | Recorde da América (Americas)         | q                          | Classificado por melhor tempo (Qualified) |   |                                      |
| Melhor marca do ano   | Melhor marca do ano (World leading)          | Recorde asiático      | Recorde asiático (Asian)              | DNS                        | Não largou (Did not start)                |   |                                      |
| Recorde nacional      | Recorde nacional (National record)           | Recorde europeu       | Recorde europeu (European)            | DNF                        | Não terminou (Did not finish)             |   |                                      |
| Recorde pessoal       | Recorde pessoal do atleta (Personal best)    | Recorde da Oceania    | Recorde da Oceania (Oceania)          | DSQ / DQ                   | Desclassificado (Disqualified)            |   |                                      |
| Recorde da temporada  | Recorde da temporada do atleta (Season best) | Recorde sul-americano | Recorde sul-americano (South America) | NM                         | Sem marca (No mark)                       |   |                                      |